# Dendrobium findlayanum
Dendrobium findlayanum är en orkidéart som beskrevs av C.S.P.Parish och Heinrich Gustav Reichenbach. Dendrobium findlayanum ingår i släktet Dendrobium, och familjen orkidéer. Inga underarter finns listade i Catalogue of Life.